# Śmierć pułkownika

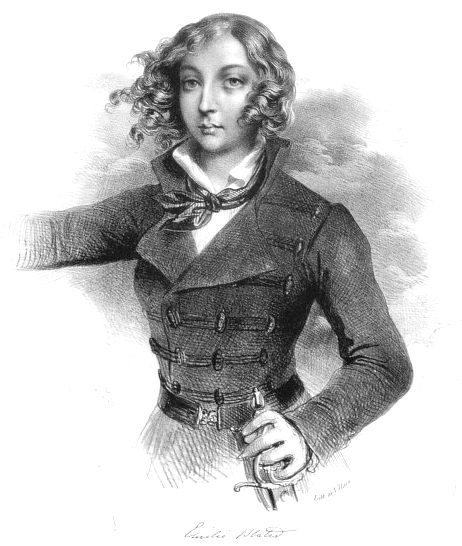
Emilia Plater

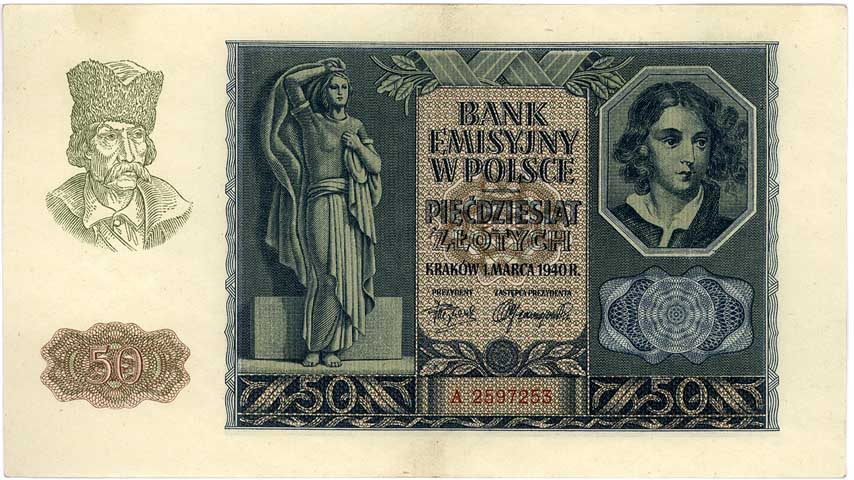
Emilia Plater na banknocie dwudziestozłotowym z czasów okupacji

Śmierć pułkownika – wiersz Adama Mickiewicza poświęcony Emilii Plater, bohaterce powstania listopadowego. Utwór jest zbudowany z pięciu zwrotek. Trzy z nich mają po osiem wersów, czwarta ma ich siedem, a ostatnia tylko pięć. Rymy układają się w schemat krzyżowy. Wiersz jest napisany dziesięciozgłoskowcem o rytmie anapestycznym (ssSssSssSs). Dopiero w ostatniej zwrotce poeta odkrywa, że umierający pułkownik to kobieta.
Lecz ten wódz, choć w żołnierskiej odzieży,

Jakie piękne dziewicze ma lica?

Jaką pierś? – Ach, to była dziewica,

To Litwinka, dziewica-bohater,

Wódz Powstańców – Emilija Plater!